# Колочавская сельская община
Колочавская сельская общи́на (укр. Колочавська сільська громада) — территориальная община в Хустском районе Закарпатской области Украины. Административный центр — село Колочава.
Население составляет 8800 человек. Площадь — 163 км².

## Населённые пункты
В состав общины входят пять сёл:
- Колочава
- Горб
- Мерешор
- Негровец
- Косов Верх